# Programmmanagement
Als Programmmanagement bezeichnet man eine zeitlich befristete Managementaufgabe, welche die gestaltende Planung, die übergreifende Leitung und das Controlling (im Sinn von Steuerung, Lenkung) einer definierten Menge inhaltlich zusammengehöriger Projekte umfasst.

## Definitionen
- ISO 21503: „Programme sind logisch zusammenhängende Projekte. Sie gleichen Großprojekten mit entsprechenden Teilprojekten. Beispiele sind die Umsetzung von Strategien in mehreren Projekten, die Entwicklung einer neuen Produktlinie, oder das Zusammenführen von zwei Unternehmen im Rahmen eines Mergers.“[1]
- DIN 69909: Ein Programm ist eine „Menge von Projekten, die miteinander verknüpft sind, ein gemeinsames übergeordnetes Ziel verfolgen und die spätestens mit der Erreichung der Zielsetzung enden.“[2]
- PRINCE2: Ein Programm ist „Eine flexible Organisationsstruktur, die für einen befristeten Zeitraum zur Koordination, Lenkung und Kontrolle der Implementierung mehrerer zusammengehöriger Projekte und Aktivitäten eingerichtet wird und die Aufgabe hat, Ergebnisse und Nutzen zu erzielen, die die strategischen Ziele des Unternehmens unterstützen. Ein Programm erstreckt sich häufig über mehrere Jahre.“[3]
- IPMA ICB 4.0: „Ein Programm ist eine zeitlich begrenzte Organisation mit einander in Beziehung stehender Programmkomponenten, die auf koordinierte Weise gesteuert werden, um die Einführung von Veränderung und die Realisierung von Nutzen zu ermöglichen.“[4]
- PMBOK Guide: „Zusammenhängende Projekte, Unterprogramme und Programmvorgänge, die koordiniert gemanagt werden, weil sich dadurch Vorteile ergeben, die bei einem getrennten Management nicht zur Verfügung stehen würden.“[5]

## Standards
- seit 1999: MSP von AXELOS, über 130.000 Zertifizierte[6]
- seit 2007: PgMP vom PMI, über 3.000 Zertifizierte[7]

## Abgrenzung
Vom Programmmanagement zu unterscheiden ist das Projektportfoliomanagement. Im deutschsprachigen Raum findet sich zudem der Begriff Multiprojektmanagement, außerhalb wird zumeist nur zwischen Programmmanagement und Projektportfoliomanagement unterschieden.